# Mosquée neuve
La mosquée neuve ou mosquée Nouvelle (turc : Yeni Cami ou Valide Sultan Camii) est une mosquée impériale ottomane située dans le quartier d'Eminönü à Istanbul, en Turquie. Elle se situe sur la rive sud de la Corne d'Or, au débouché sud du pont de Galata, à proximité du Bazar aux épices sur la place d'Eminönü (Eminönü Meydanı). Cette mosquée est une des plus connues d'Istanbul.

## Histoire
La construction de la mosquée commence en 1597 sur l'ordre de la sultane Safiye, épouse du sultan Mourad III. Davud Ağa, un apprenti du grand Sinan, est le premier architecte de l'édifice mais il meurt en 1599. Il est alors remplacé par Dalgic Ahmed Cavus.
Le projet est entravé par des dissensions politiques, notamment des désaccords à la cour du sultan, en raison de son emplacement et de son coût. En effet, le quartier d'Eminönü est le principal centre de commerce de la cité et abrite une importante communauté juive. En choisissant cet emplacement, la sultane espère étendre la sphère d'influence de l'islam dans la cité. Elle joue notamment sur le mécontentement des marchands étrangers envers leurs homologues juifs dont le pouvoir et l'influence ne cesse de croître. Cela fournit à la sultane un prétexte commode pour ordonner la confiscation de leurs biens alors que beaucoup critiquent violemment — notamment les janissaires — cette dépense superflue et l'accroissement de son pouvoir politique.
La sultane doit ainsi abandonner son projet à la mort de Mehmed III. Le nouveau sultan Ahmet Ier se désintéressant du projet : la sultane Mère est reléguée dans le harem et la construction abandonnée. Le bâtiment inachevé tombe alors  en ruine et est en grande partie détruit par un incendie en 1660. L'année suivante, l'architecte impérial Mustafa Ağa suggère que la Validé Hatice Turhan, la mère du Sultan Mehmed IV, achève le projet en témoignage de sa piété. La mosquée est achevée en 1663 et inaugurée en 1665.

## Architecture

### Extérieur

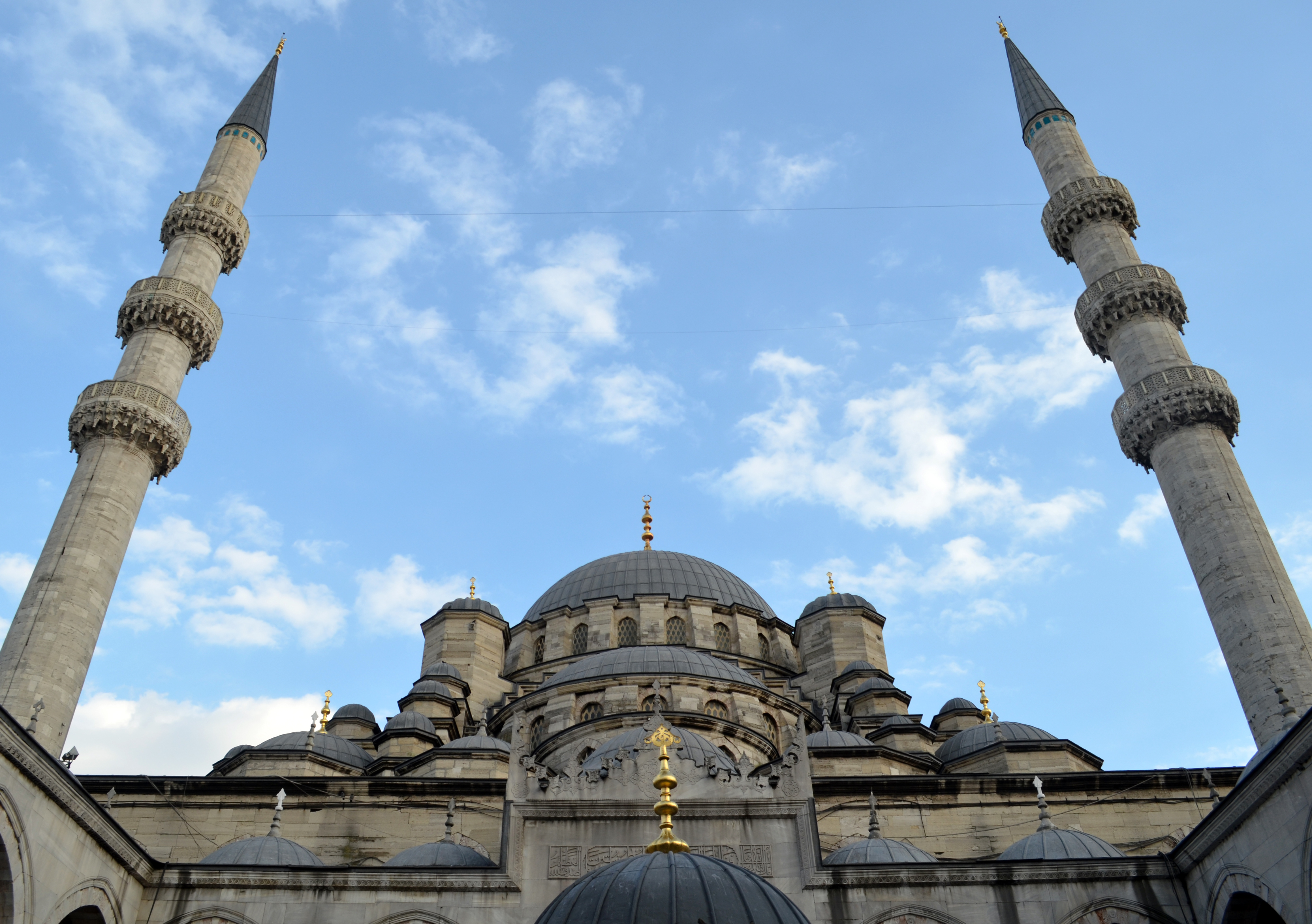
Vue de face de la Mosquée

L'extérieur présente un arrangement pyramidal composé de soixante-six coupoles et semi-coupoles et comporte deux minarets. La coupole principale culmine à 36 mètres de hauteur. Sa base est formée de quatre semi-coupoles. Le plan de la coupole suit les influences de deux architectes, Sinan dans ses premières œuvres et notamment dans la mosquée Şehzade, et Sedefhar Mehmet Ağa, constructeur de la Mosquée bleue.
De même que pour d'autres mosquées impériales d'Istanbul, l'édifice est ici précédé à l'ouest d'une cour monumentale (avlu) de 39 mètres de côté. L'intérieur abrite un péristyle formé par une colonnade, le tout recouvert par vingt-quatre petites coupoles. Une fontaine ornementale servant aux ablutions (sadırvan) se situe au centre de la cour tandis que les purifications rituelles ont lieu vers le mur sud de la mosquée. La façade de la mosquée, sous le porche, est décorée de céramiques provenant d'Iznik. Une partie des blocs de pierres ayant servi à la construction de l'édifice proviennent de l'île de Rhodes.

### Intérieur

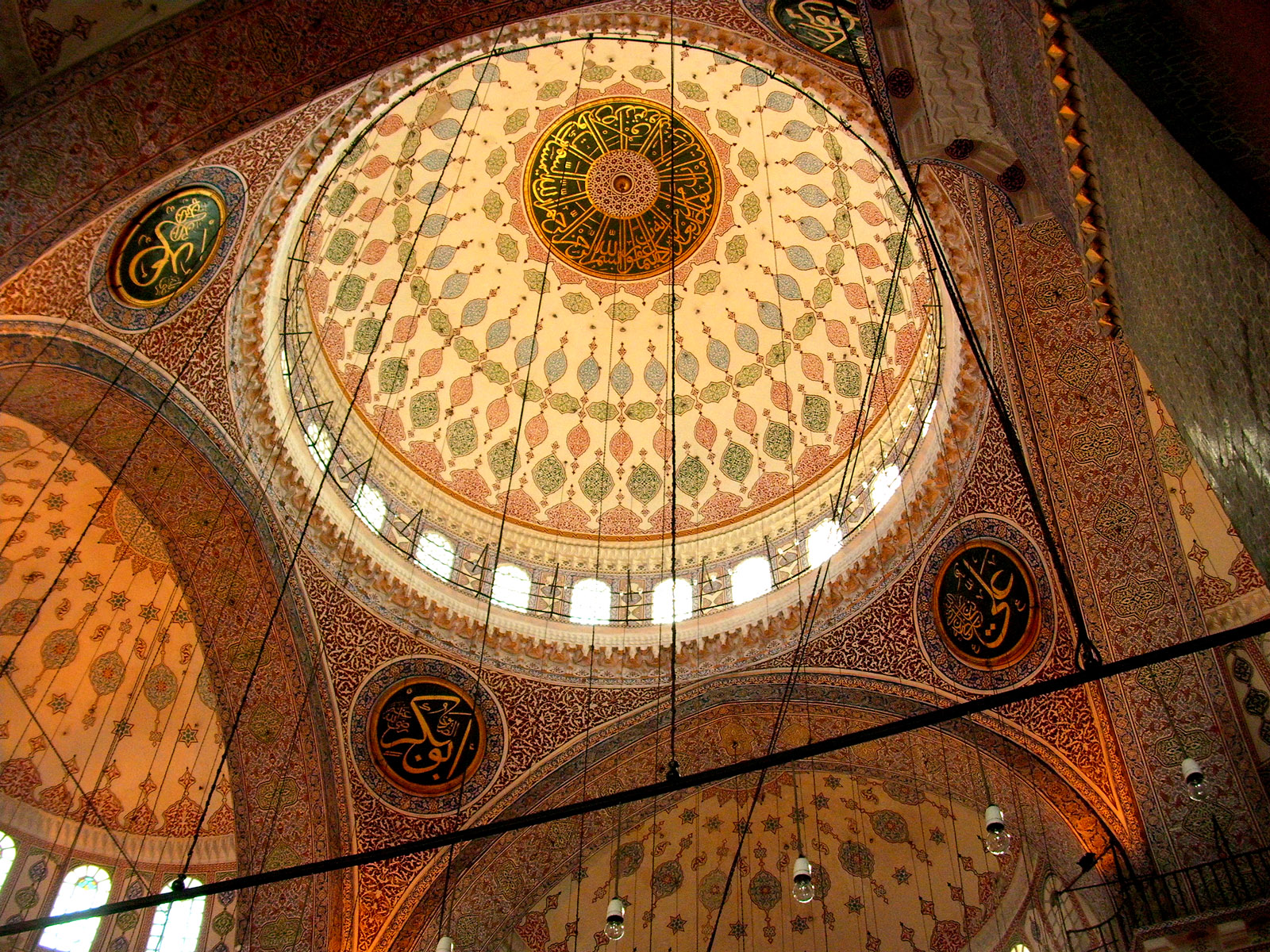
Coupole vue de l'intérieur

Les côtés mesurent 41 mètres. Quatre piliers, supportant la coupole principale, définissent l'aire centrale. Sur les côtés et à l'arrière de l'aire centrale se trouvent des colonnades formées d'arcades de différents styles. La coupole principale possède un diamètre de 17,5 mètres et mesure 36 mètres de hauteur. L'espace intérieur est agrandi par des demi-coupoles sur l'axe est-ouest de l'édifice ainsi que par de petites coupoles situées à chaque angle de la nef, et de coupoles plus petites encore aux angles des galeries.
L'angle nord-est de la galerie est masqué par un écran doré derrière lequel les membres de la cour impériale pouvait suivre le prêche. Cette loge est reliée au pavillon du complexe religieux par une long couloir surélevé.
La décoration intérieure comprend des faïences bleues, vertes et blanches en provenance d'Iznik dont la qualité est inférieure à celle que l'on trouve dans les précédentes mosquées impériales. Le mihrab est orné de stalactites dorés et son dais conique soutenu par de fines colonnes en marbre.

### Les autres bâtiments du complexe religieux
La Mosquée neuve, comme d'autres mosquées impériales d'Istanbul est un des éléments du külliye, ensemble de bâtiments servant aux besoins culturels et religieux : un hôpital, une école primaire, des bains publics, un mausolée (turbe), deux fontaines publiques et un marché. Une bibliothèque est ajoutée sous le règne du sultan Ahmet III.
Le grand marché en forme de « L » subsiste de nos jours sur la place d'Eminönü (Eminönü Meydanı) et abrite le Bazar aux épices, connu aussi sous le nom de « bazar aux épices », une des principales attractions touristiques de la ville.
Le mausolée (turbe) abrite les sépultures de la valide sultane Turhan Hadice, son fils Mehmed IV ainsi que cinq autres sultans (Moustapha II, Ahmet II, Mahmoud II, Osman II et Mourad V) et divers membres de la cour.

## Galerie

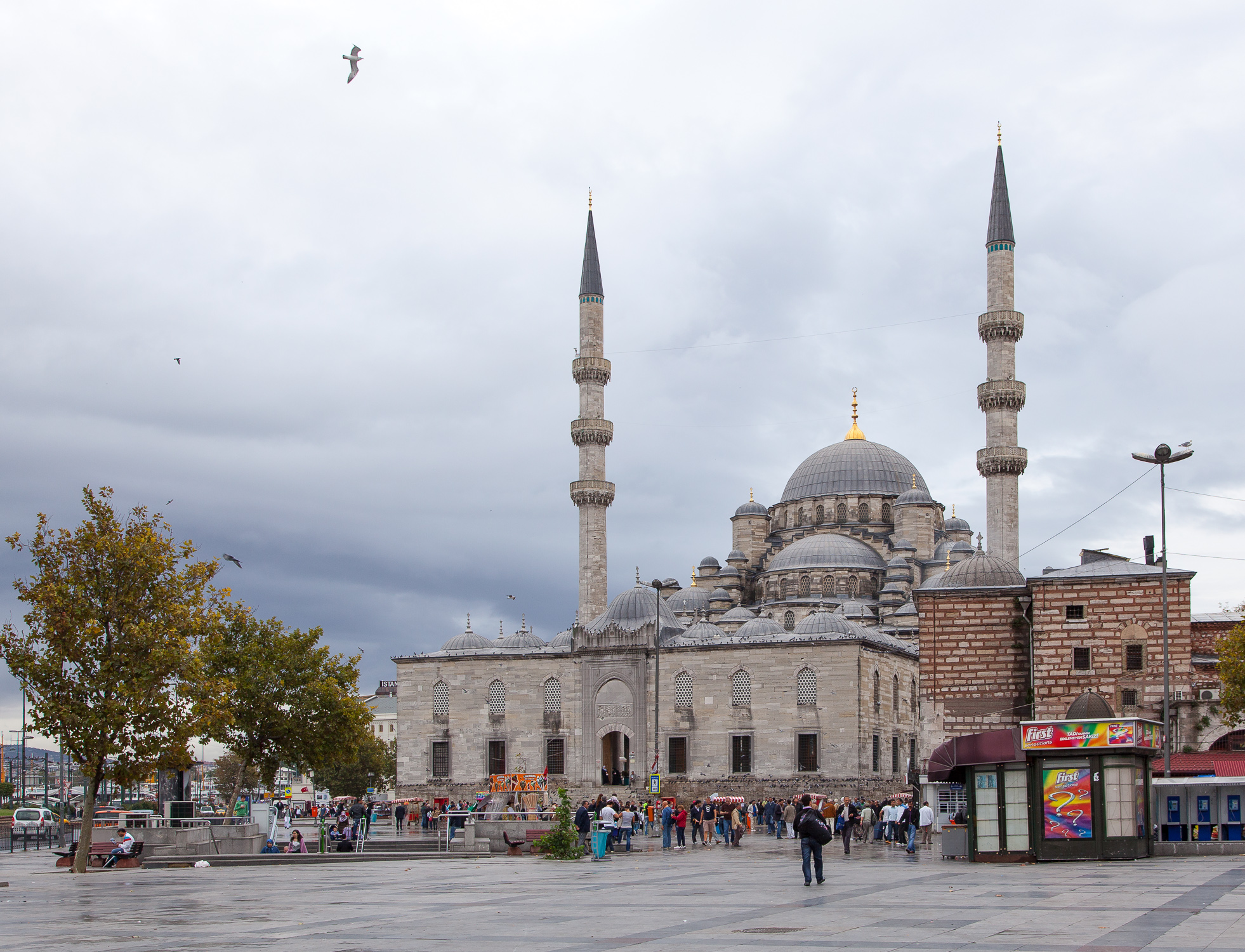
Vue générale
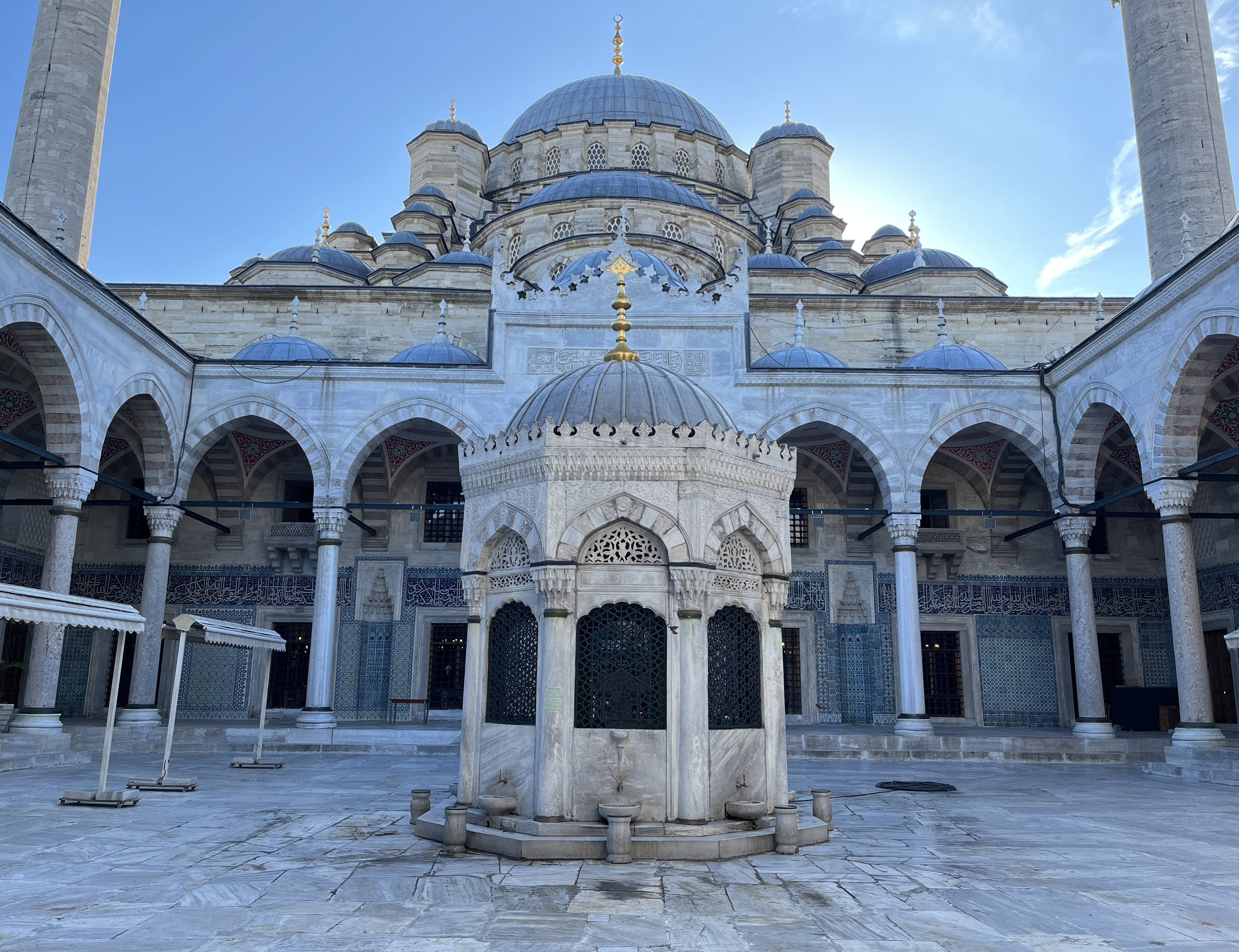
La cour et le sadırvan, la fontaine aux ablutions
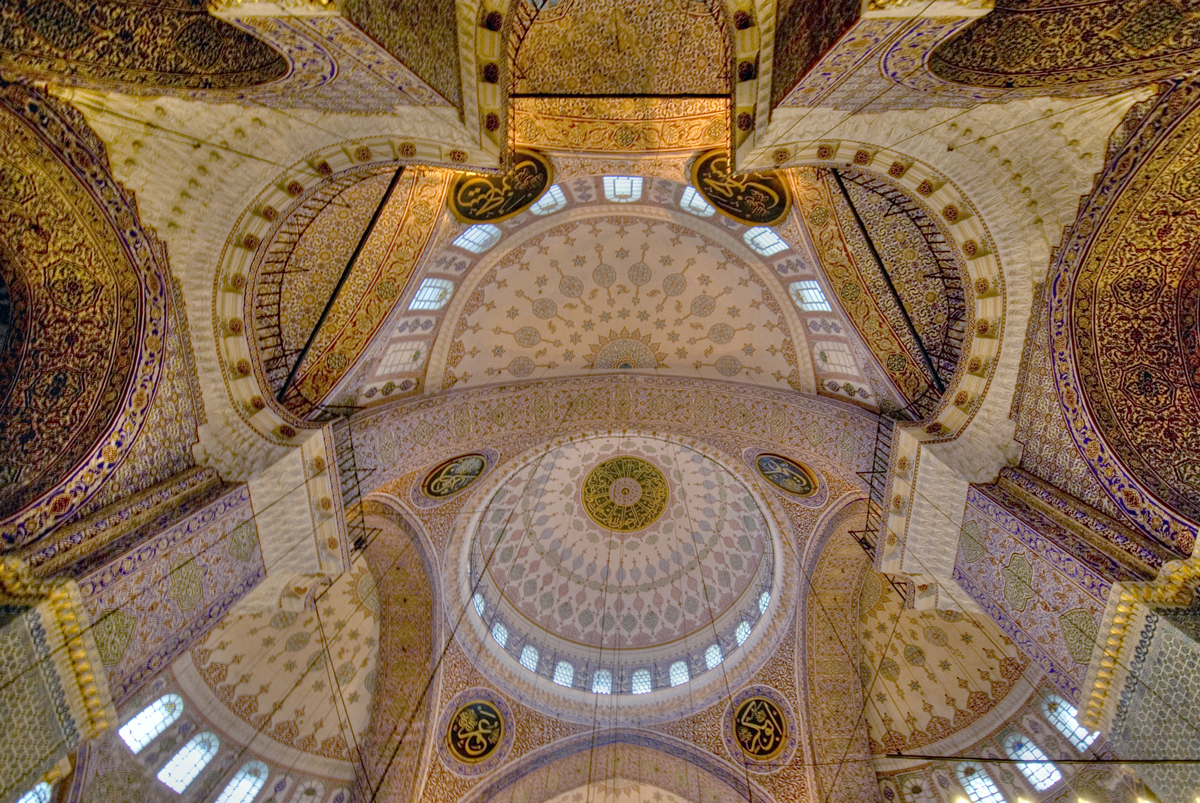
Vue intérieure
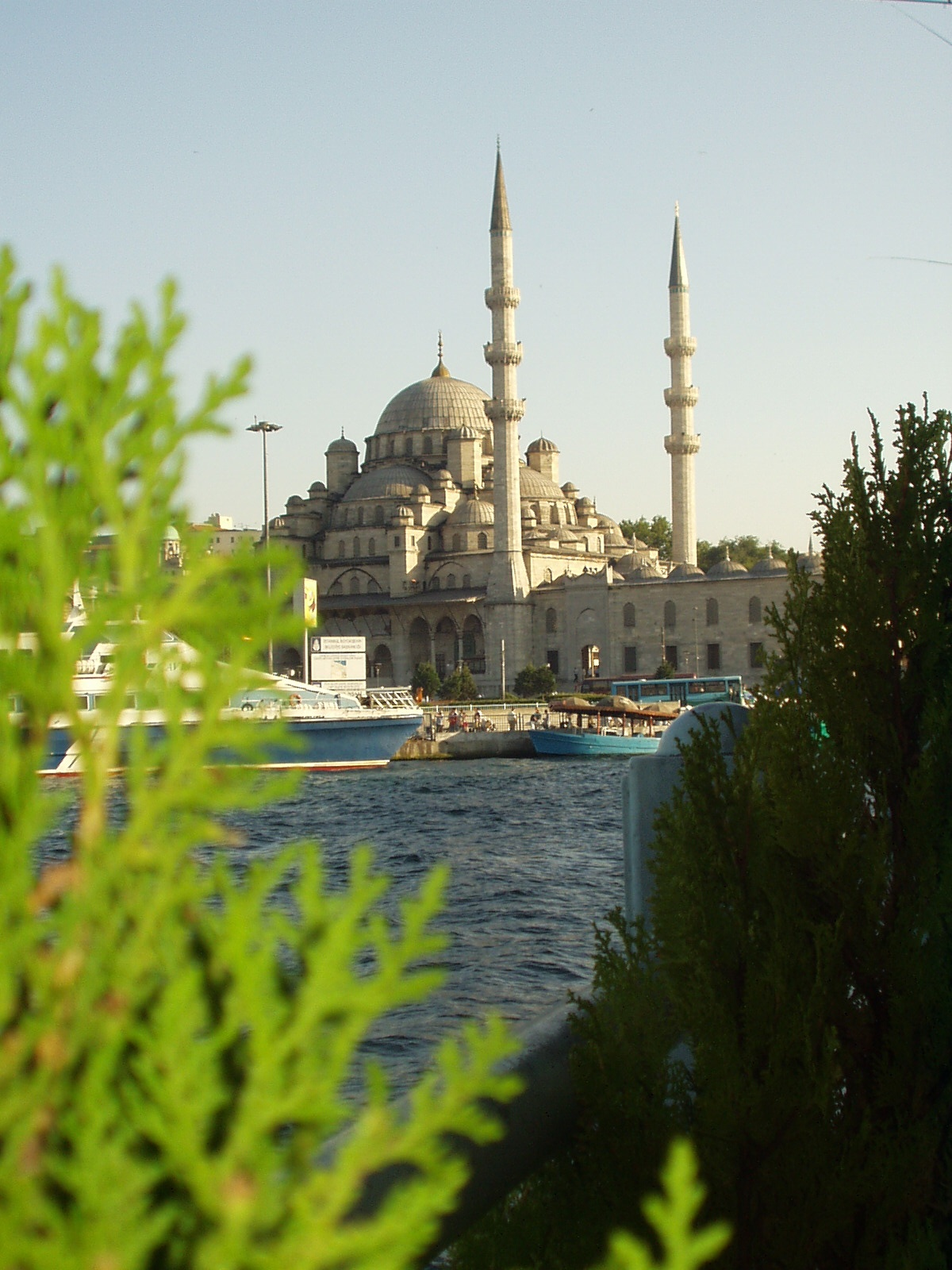
Vue panoramique de la Corne d'Or
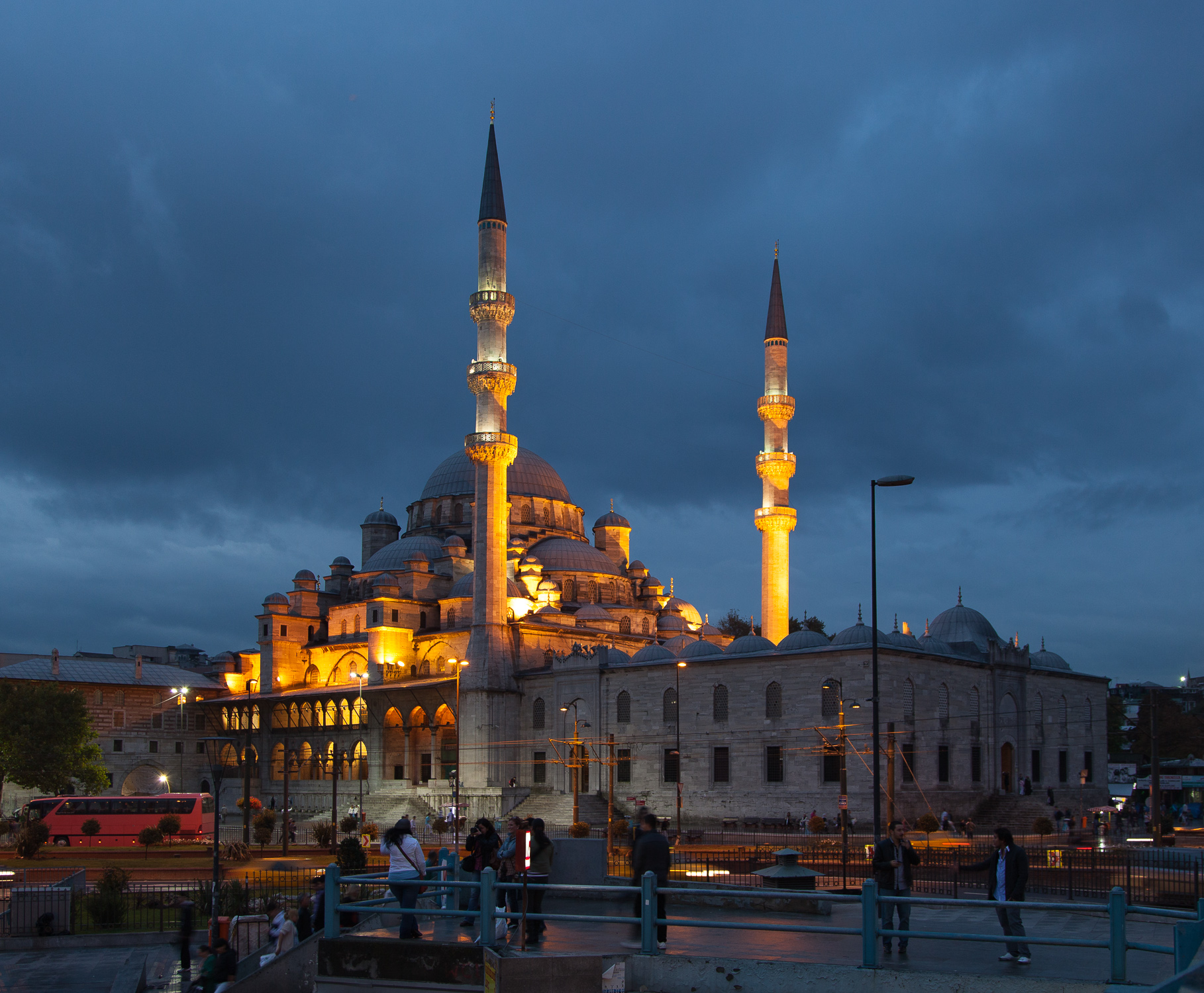
La Mosquée neuve à la tombée du jour